# Herrlisheim-près-Colmar
Herrlisheim-près-Colmar (deutsch Herlisheim (Oberelsass)) ist eine französische Gemeinde mit 1903 Einwohnern (Stand 1. Januar 2022) im Département Haut-Rhin in der Europäischen Gebietskörperschaft Elsass und in der Region Grand Est.

## Geografie
Die Gemeinde liegt in der Oberrheinebene am östlichen Rand der Vogesen zwischen Colmar und Guebwiller. Das Gemeindegebiet gehört zum Regionalen Naturpark Ballons des Vosges.
Die Bebauung der Ortschaft wird im Westen von der Bahnstrecke Strasbourg–Basel begrenzt, an der auch ein Bahnhof liegt, der von Zügen der Bahngesellschaft TER Grand Est angefahren wird. Im Nordosten verläuft die Départementsstraße D 1bis.

## Geschichte
Am 13. Mai 1909 ereignete sich bei der Lokomotive eines Güterzuges der Reichseisenbahnen in Elsaß-Lothringen (EL) auf der zweigleisigen Bahnstrecke Straßburg–Basel bei Herrlisheim ein Kesselzerknall. Der Güterzug entgleiste, Fahrzeuge des Zuges gerieten dabei auch auf das Gleis der Gegenrichtung. Dort fuhr kurz darauf der Schnellzug Basel–Amsterdam in die entgleisten Fahrzeuge und entgleiste selbst. Aus den beschädigten Personenwagen trat Gas der Gasbeleuchtung aus, entzündete sich an verstreuten, glühenden Kohlen der Dampflokomotiven und setzte die Trümmer in Brand. Sechs Menschen starben.
Bevölkerungsentwicklung
| Jahr                       | 1962 | 1968 | 1975 | 1982 | 1990 | 1999 | 2006 | 2017 |
| -------------------------- | ---- | ---- | ---- | ---- | ---- | ---- | ---- | ---- |
| Einwohner                  | 751  | 938  | 1092 | 1518 | 1509 | 1586 | 1650 | 1818 |
| Quellen: Cassini und INSEE |      |      |      |      |      |      |      |      |

## Sehenswürdigkeiten

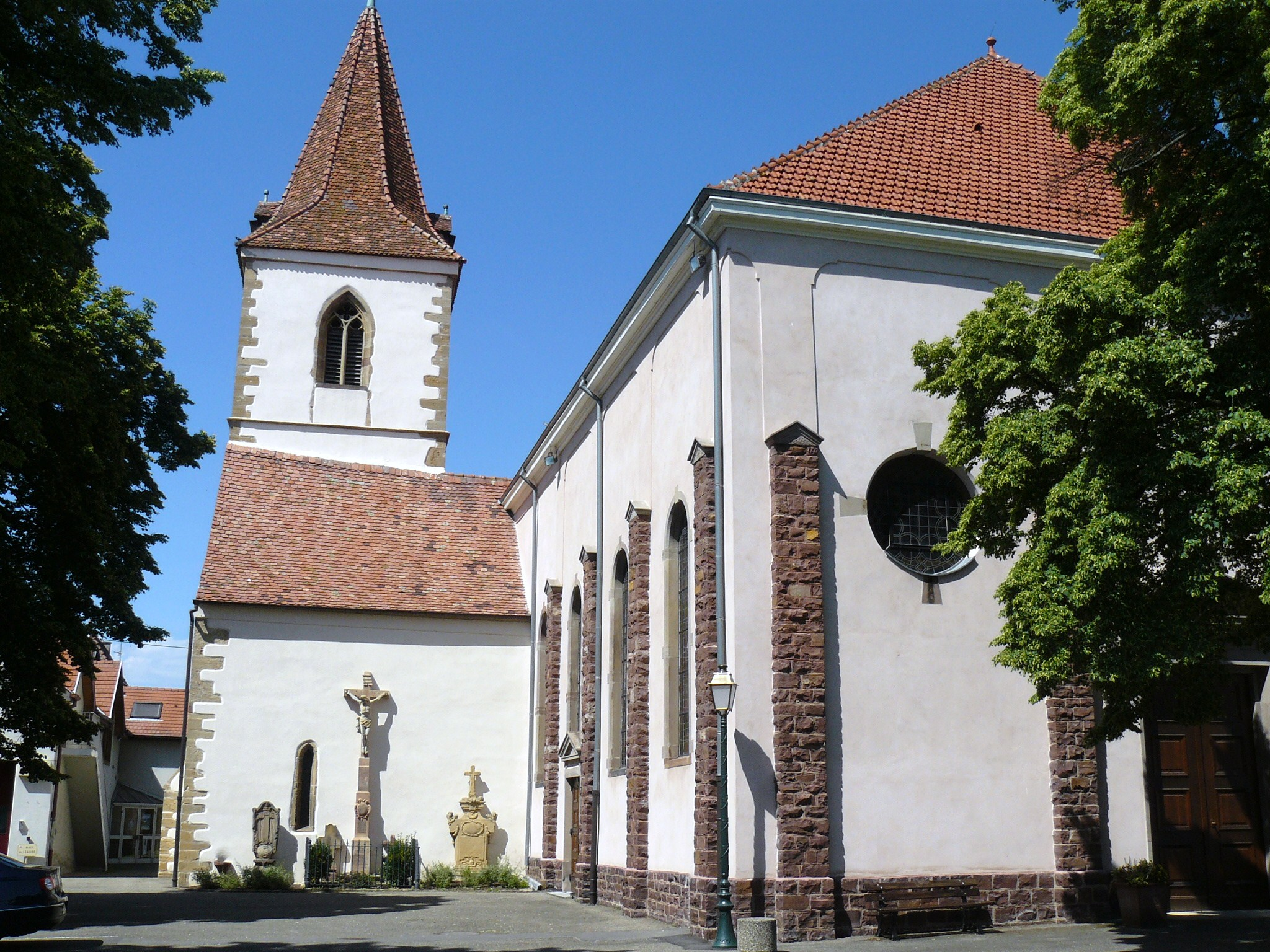
Kirche Saint-Michel
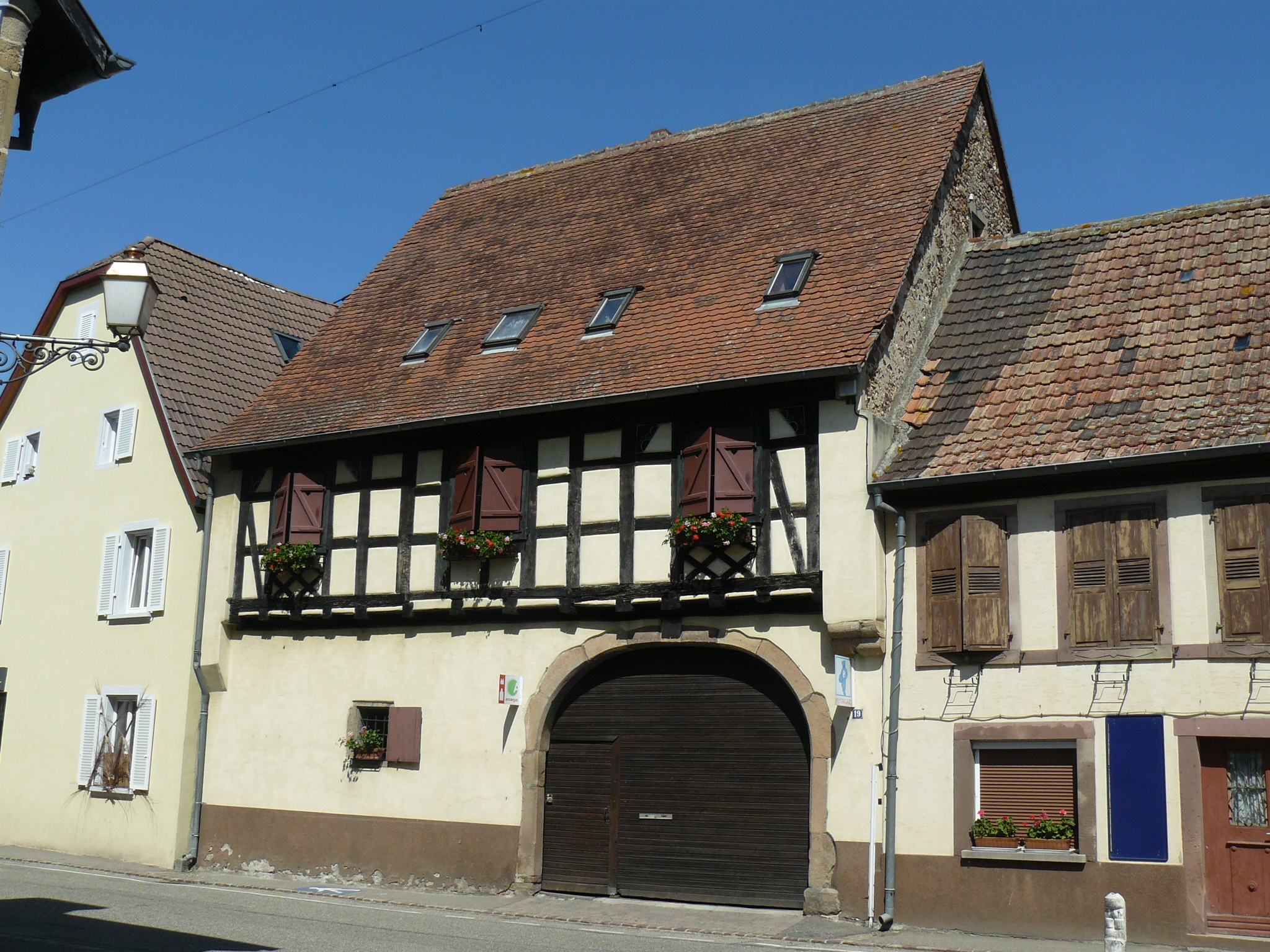
Fachwerkhaus

- zahlreiche Fachwerkhäuser
- Jüdischer Friedhof

- Kirche Saint-Michel
- Fachwerkhaus

## Verkehr
Herrlisheim-près-Colmar hat bei Streckenkilometer 65,8 einen Haltepunkt an der Bahnstrecke Strasbourg–Basel.